# Jacob van Manen

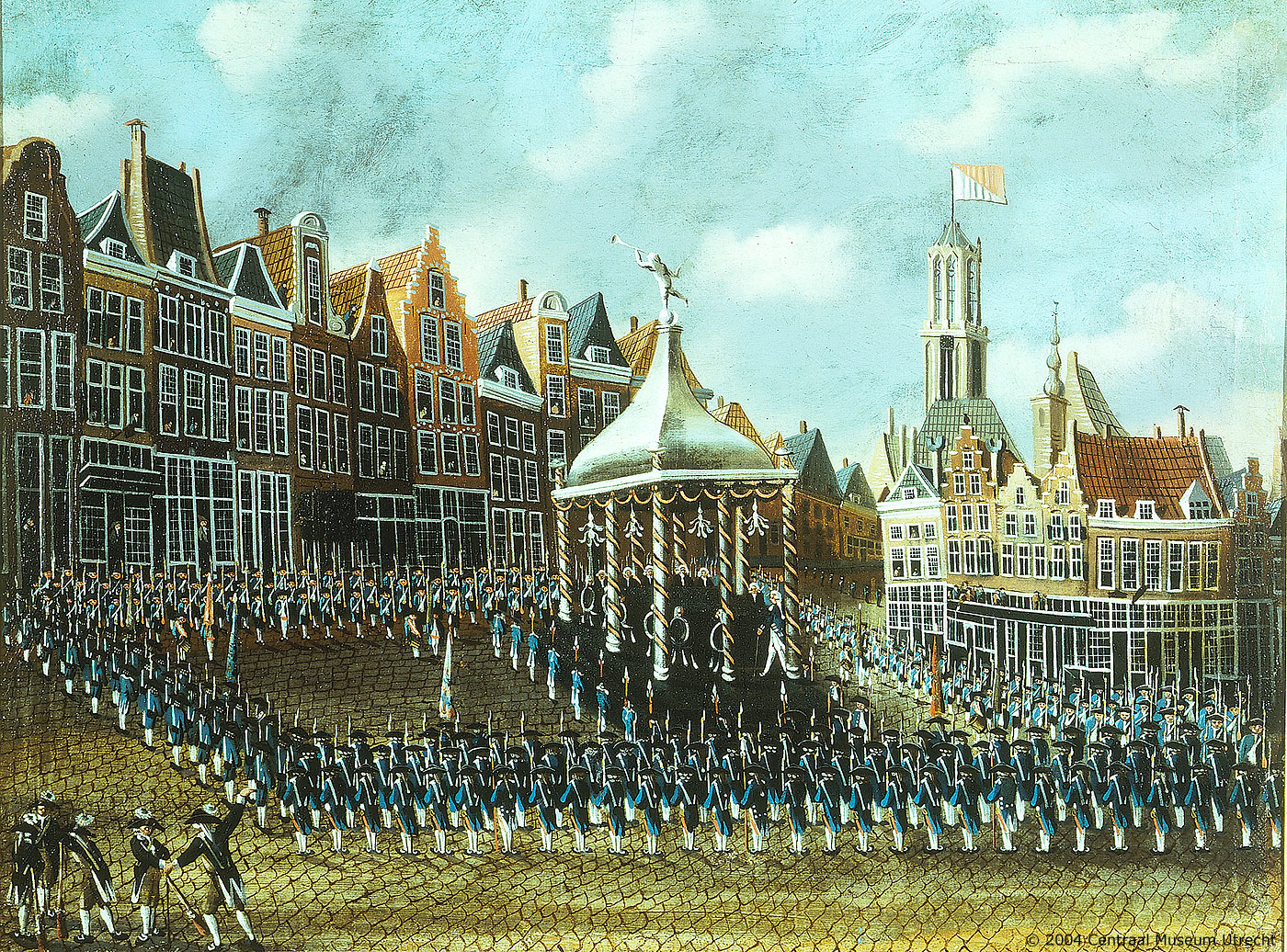
Patriotten op de Neude in 1786

Jacob van Manen (Adriaanszoon) (1752 - 1822) was een Nederlandse ondernemer, patriot, cultuurhistoricus, autodidact en rechter.

## Levensloop
Van Manen was de zoon van een tabakhandelaar, zelf was hij kleermaker en vlekuitdoener. In 1784 werd hij actief als secretaris van het Utrechtse wapengenootschap Pro Patria et Libertate. In die hoedanigheid bestaat een patriots zangstuk De herrezen vrijheid, op tekst van Jacob van Manen en muziek van August Wilhelm Franz Mattern. Helaas is de muziek verloren gegaan. Van Manen (Adz) trad op als voorzitter van de Landelijke Vergadering van vrijcorpsen en exercitiegenootschappen in augustus 1786, toen Coert Lambertus van Beyma vertrok om onbekende redenen. In september 1787 vluchtte Van Manen naar het buitenland.
In 1796 was Van Manen lid, in 1797 voorzitter van de Eerste Nationale Vergadering. Na de staatsgreep van 22 januari 1798 werd hij door het Uitvoerend Bewind gevangengenomen en op 3 februari 1798 naar Huis Ten Bosch overgebracht. Daarna zat hij gevangen in Soestdijk. Zijn vrijlating volgde op 11 augustus 1798; later was hij vrederechter te Rhenen

## Werken
Hij schreef de volgende cultuurhistorische werken:
- Wijsgeerig en geschiedk. onderzoek naar de wettige oppermagt in de Ver. Ned. sedert de afzwering van Philips II (Den Haag 1793)
- Voorstellen, bedenkingen en ontwerpen tot het daarstellen eener constitutie (Den Haag 1797)
- verhaal over den voortgang, den invloed der kunsten en wetensch. op de burger-maatschappijen der XIII eeuw (Arnhem)
- De oorzaken waardoor ons vaderland in het begin der XVII eeuw in het voortbrengen van voortreffelijke schrijvers, dichters, geleerden en schilders boven andere landen zoo zeer heeft uitgemunt (1818)
- Twee verhaal over de ontginning der onbebouwde gronden in de noordel. prov. door kolonisatie en over het staatk. stelsel der Phoeniciers, Grieken en Romeinen in het uitzenden van volkplantingen (Utrecht 1821)
- Over de zedelijke verbeteringen uit het gebod der liefde tot den naasten ontleend, waarvoor ambachten, kunsten en neringen en vooral de koophandel vatbaar zijn, 1798.
- Over de oorzaken van den bloei onzer letteren, dichtkunst en schilderkunst in het begin der XVII eeuw
- Over de reden van 't geringe getal beoefenaars van 't hist. vak der schilderkunst in ons vaderland (1808)
- Over de weelde van Nederlands inwoners
- Over de levenswijze, gewoonten en zeden onzer voorouderen van de vroegste tijden af tot op het einde der XVIe eeuw.